# إدوارد مارسيل نونيز
إدوارد مارسيل نونيز (بالإنجليزية: Eduard Marcel Núñez)‏ (21 مايو 1991 بسانتو دومينغو في جمهورية الدومينيكان - ) هو لاعب كرة قدم دومينيكي في مركز الظهير. شارك مع منتخب جمهورية الدومينيكان لكرة القدم. أما مع النوادي، فقد لعب مع CE Vilassar de Dalt ‏ وCE Premià ‏.

## وصلات خارجية
- إدوارد مارسيل نونيز على موقع قاعدة بيانات كرة القدم.إي يو (الإنجليزية)
- إدوارد مارسيل نونيز على موقع ناشيونال فوتبول تيمز (الإنجليزية)